# Liste der diplomatischen Vertretungen in Palau

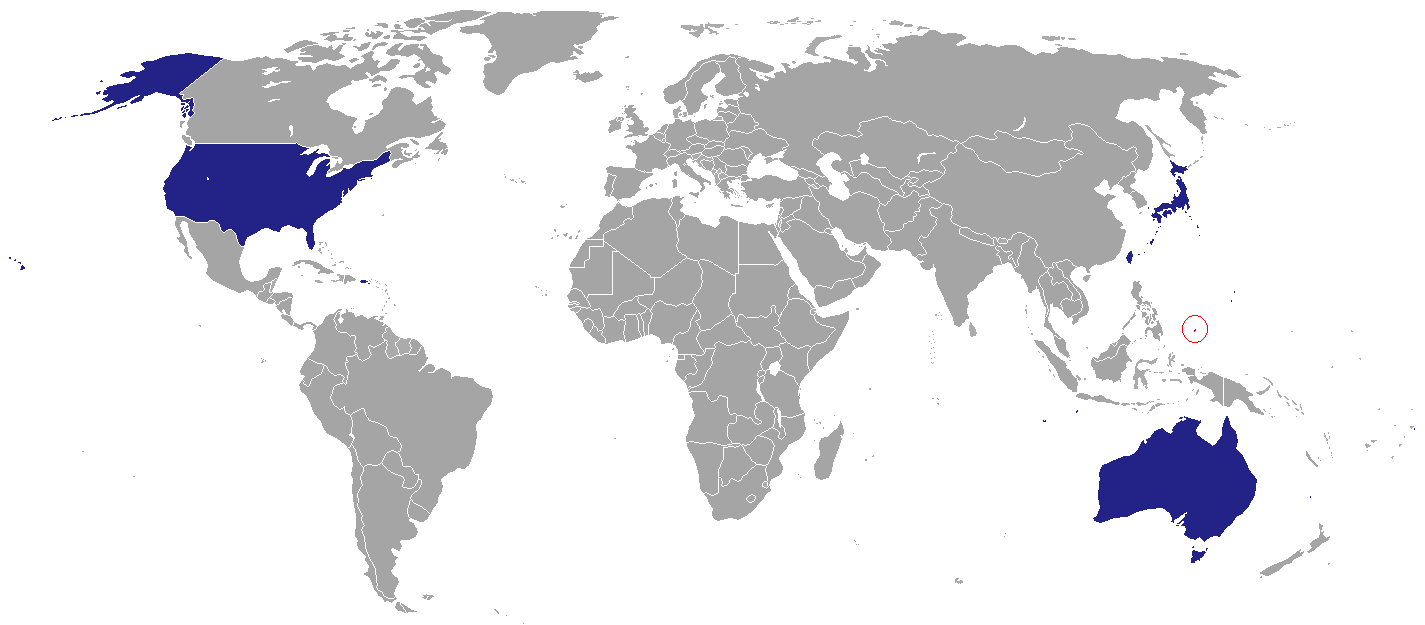
Staaten mit einer Botschaft in Palau

Die Liste der diplomatischen Vertretungen in Palau führt Botschaften und Konsulate auf, die auf Palau eingerichtet sind (Stand 2019).

## Botschaften in Palau
3 Botschaften sind in Palaus Städten Airai und Koror eingerichtet (Stand 2019).

### Staaten
| Airai - Vereinigte Staaten: Botschaft Koror - Taiwan: Botschaft - Japan: Botschaft |